# Boston Society of Film Critics
Boston Society of Film Critics (zkratkou BSFC) je organizace, skládající se z filmových kritiků z Bostonu, Massachusetts ve Spojených státech amerických. Vznikla v roce 1981. Každý rok předává cenu Boston Society of Film Critics Awards. Naposledy byla ceny předané na 38. ročníku.

## Boston Society of Film Critics Awards
V roce 2009 ocenila film Smrt čeká všude a režisérku filmu Kathryn Bigelowovou. Snímek si odnesl také ceny v kategoriích nejlepší herec, nejlepší kamera a nejlepší střih. Poprvé se tak stalo, že film získal pět cen.

### Kategorie
- Nejlepší herec
- Nejlepší herečka
- Nejlepší filmové obsazení
- Nejlepší režisér
- Nejlepší film
- Nejlepší cizojazyčný film
- Nejlepší scénář
- Nejlepší herec ve vedlejší roli
- Nejlepší herečka ve vedlejší roli
- Nejlepší kamera
- Nejlepší střih
- Nejlepší dokument
- Nejlepší použití hudby ve filmu
- Nejlepší nový filmař